# Morethia
Morethia — рід сцинкоподібних ящірок родини сцинкових (Scincidae). Представники цього роду є ендеміками Австралії.

## Види
Рід Morethia нараховує 8 видів:
- Morethia adelaidensis (W. Peters, 1874)
- Morethia boulengeri (Ogilby, 1890)
- Morethia butleri (Storr, 1963)
- Morethia lineoocellata (A.M.C. Duméril & Bibron, 1839)
- Morethia obscura Storr, 1972
- Morethia ruficauda (Lucas & C. Frost, 1895)
- Morethia storri Greer, 1980
- Morethia taeniopleura (W. Peters, 1874)